# Erin Nayler
Erin Nicole Nayler (nacida el 17 de abril de 1992) es una arquera de fútbol de Nueva Zelanda que juega para el Umeå IK de la Damallsvenskan. Ha representado a Nueva Zelanda a nivel internacional.

## Primeros años
Nayler empezó a jugar como arquera a los 10 años. Jugando para Westlake Girls High School con su padre Mark como entrenador, Nayler ganó muchos torneos de secundaria antes de graduarse en 2009. Posteriormente fue a la Universidad de Indiana - Universidad Purdue de Fort Wayne en 2010, pasó un año jugando para los IPFW Mastodons y estudiando biología. Actualmente estudia Biología Molecular en la Universidad de Massey.

## Trayectoria
Nayler fue miembro del equipo sub-20 de Nueva Zelanda en los Mundiales de 2010 y 2012, y jugó en los tres partidos de grupo de Nueva Zelanda en ambos eventos. Las actuaciones le valieron un lugar en la selección absoluta de Nueva Zelanda, las "Football Ferns", para la Copa Mundial Femenina de la FIFA 2011. Nayler era la única del equipo que no había jugado antes y no apareció en el torneo. También fue jugadora de reserva para los Juegos Olímpicos de 2012.
El debut de Nayler ocurrió en la Copa de Chipre 2013, en una victoria por 2-0 sobre Italia.
Jugó los tres partidos de Nueva Zelanda en la Copa Mundial Femenina de la FIFA 2015 en Canadá. Nayler fue elegida como jugadora del partido durante su segundo juego, ya que mantuvo el arco en cero en un empate 0-0 con los anfitriones en Edmonton.
En 2015, Nayler fue capitana de Northern Football cuando ganó la Liga Nacional Femenina, el torneo de fútbol femenino de primer nivel de Nueva Zelanda. También jugó para Norwest United de la Northern League. En 2016, el entrenador de Northern Football Paul Greig se convirtió en entrenador asistente del Sky Blue FC, en la NWSL de Estados Unidos, y pidió a su nuevo equipo fichar a Nayler. Sin embargo, fue liberada por el club después de 26 días sin jugar partidos, y Sky Blue firmó a otra arquera en su lugar.
Nayler esperaba usar los Juegos Olímpicos de 2016, donde nuevamente fue la arquera titular de las Ferns, para ver si atraía la atención de algún club extranjero. En los Juegos Olímpicos, Nayler tuvo un arco en cero en el segundo juego de Nueva Zelanda, una victoria sobre Colombia por 1-0, pero las Ferns cayeron en la fase de grupos tras las derrotas ante Estados Unidos y Francia.
Poco después de los Juegos, Nayler firmó un contrato de dos años con el Olympique Lyonnais de Francia. En 2017 fue cedida al equipo femenino de Grenoble Foot 38, que jugó la Division 2, después de no tener tiempo de juego como tercera arquera. Para la temporada 2017-18, Nayler firmó con el equipo femenino del FC Girondins de Bordeaux, que jugaba en la Division 1. Al final de su primera temporada, donde Bordeaux terminó séptimo, Nayler renovó su contrato por dos años más.
En abril de 2019, Nayler fue convocada para la Copa Mundial Femenina de la FIFA 2019.
En agosto de 2020, Nayler anunció que había firmado con el Reading de la FA Women's Super League.
El 27 de octubre de 2021, fichó por el Umeå IK de la Damallsvenskan.

## Clubes
| Club                               | País           | Año           |
| ---------------------------------- | -------------- | ------------- |
| Lynn-Avon United A.F.C.            | Nueva Zelanda  |               |
| Forrest Hill Milford United A.F.C. | Nueva Zelanda  |               |
| Eastern Suburbs AFC                | Nueva Zelanda  |               |
| Norwest United                     | Nueva Zelanda  | 2015          |
| Sky Blue FC                        | Estados Unidos | 2016          |
| Olympique Lyon                     | Francia        | 2016-2017     |
| Grenoble Foot 38                   | Francia        | 2017          |
| Bordeaux                           | Francia        | 2017-2020     |
| Reading                            | Inglaterra     | 2020-2021     |
| Umeå IK                            | Suecia         | 2022-presente |